# Club Sportivo Luqueño
Sportivo Club Luqueño är en fotbollsklubb från staden Luque i Paraguay. Klubben grundades den 1 maj 1921 genom en fusion av tre klubbar från samma område. Sportivo Luqueño har vunnit den högsta divisionen i Paraguay vid två tillfällen, 1951 och 1953, och har kommit tvåa fyra gånger (1975, 1983, 2001 och 2007). Klubben har dessutom deltagit i Copa Libertadores vid flera tillfällen, senast 2008. Laget spelar sina hemmamatcher på Estadio Feliciano Cáceres som tar 28 000 åskådare vid fullsatt.